# Гіга Степан Петрович
Гіга Степан Петрович (іноді Ґіґа, 16 листопада 1959 , Білки, Закарпатська область ) — український естрадний співак (тенор), композитор, народний артист України (2002).

## Життєпис
Степан Гіга народився 16 листопада 1959 року в селі Білки на Закарпатті. Коли навчався в загальноосвітній школі, то брав уроки вокалу та гри на баяні у місцевого вчителя музики Михайла Копинця. Однак до Ужгородського музучилища він вступив лише з четвертої спроби: після 8, 9 та 10 класу стати студентом не вдалося. Тому, закінчивши десятирічку, він пішов працювати слюсарем до місцевої сільгосптехніки, а згодом — водієм вантажівки. Звідти — в армію, а ще через два роки, після повернення із війська, Степан врешті став учнем Ужгородського музучилища.
Ще від 7 класу і до самого закінчення музучилища Степан Гіга був учасником ансамблю «Зелені Карпати», згодом став керівником цього колективу. «Саме у „Зелених Карпатах“ я формувався як музикант, — стверджує Степан Гіга, — тут я вперше зустрівся з професійною музикою та навчився грати на всіх музичних інструментах».
В Ужгородському музучилищі Степан Гіга навчався лише три роки (1980—1983) замість чотирьох — склав іспити екстерном, і в тому ж 1983 році вступив до Київської консерваторії на вокальний факультет, де навчався у класі професора, завідувача кафедрою, народного артиста України Костянтина Огнєвого.
Навчаючись у консерваторії, Степан Гіга отримав спеціальний дозвіл Міністерства культури Української РСР про вільне відвідування навчального процесу. Це звільняло його від лекцій та семінарів, але не від іспитів та заліків. Хоча і цей вільний час дозволив брати участь і перемагати в понад десяти різноманітних конкурсах і фестивалях.
На другому курсі консерваторії Степан Гіга став солістом надзвичайно популярної на той час синтез-групи «Стожари» (при Чернігівській філармонії), одночасно працював солістом оперної студії Київської консерваторії, якою керував народний артист СРСР Дмитро Гнатюк.
Після закінчення консерваторії музикант отримав направлення на роботу солістом Національної опери, але, зваживши всі «за» і «проти», Степан відмовився. Саме через це йому вдалося отримати диплом про закінчення вищого закладу лише через півроку. У цей час він отримує кілька пропозицій щодо подальшої роботи, в тому числі й від Волинської філармонії, де спеціально для нього була створена група «Рандеву». Однак він відмовляється і повертається на рідне Закарпаття — і в 1988 році стає солістом Закарпатської обласної філармонії. Через рік Степан Гіга створив джаз-рок групу «Бескид».
У 1991 році, коли цей гурт розформували, Степан Гіга залишився без роботи. Саме тоді він вперше спробував займатись аранжуванням, почав писати пісні, а згодом створив власну студію звукозапису «GIGARecords».
У 1995 році виходить перший сольний альбом співака «Друзі мої». Згодом з'явилися ще два: «Вулиця Наталі» та «Троянди для тебе».
Альбом «Вулиця Наталі» (тиражуванням займалася студія звукозапису з Калуша «6 секунд») став для Степана доленосним — у 2002 році тираж сягнув одного мільйону проданих копій. І як результат — Степан Гіга першим в незалежній Україні отримав Золотий диск.
20 лютого 1998 року стає заслуженим артистом України, а вже за чотири роки, 28 грудня 2002 року, отримав звання народного артиста України.
За 10 років Степан Гіга випустив три сольних альбоми, дві відеокасети з кліпами («Друзі мої» та «Вулиця Наталі»), ще одну відеокасету — з врученням Золотого диску. 17 листопада 2005 року в Івано-Франківську відбулася презентація першого в Україні подвійного DVD співака. На двох дисках (І — «Вулиця Наталі», ІІ — «Троянди для тебе») — версія «живих» концертів всеукраїнського туру, який проходив напередодні на підтримку нового альбому «Троянди для тебе».
У 1989 році був створений гурт «Друзі мої» (художній керівник Павло Петренко), з яким Степан Гіга працює дотепер.
Кілька років тому[коли?] на базі студії «GIGARecords» співак створив Мистецьку агенцію Степана Гіги, де навчаються молоді виконавці. «Я не займаюсь продюсуванням цих дітей, — говорить Степан Гіга, — але намагаюсь навчити їх, записати перші пісні, допомагаю їм стати на ноги. І, що дуже важливо, даю можливість виступити поруч зі мною на великій сцені.»
За заслуги перед українським народом і за розвиток української культури Степан Гіга у 2002 році був нагороджений золотим орденом князя Костянтина Острозького І ступеня, у листопаді 2005 — отримав срібний орден Андрея Первозванного ІІ ступеня, а через кілька місяців, у січні 2006-го, йому вручили золотий орден Андрея Первозванного І ступеня.
Степан Гіга одружений, виховує двох дітей. Дружина Галина — колишня адміністраторка Закарпатської філармонії, зараз — директорка студії звукозапису «GIGARecords». Донька Квітослава і син Степан часто гастролюють разом із татом із сольними номерами і найчастіше виконують пісні на музику батька.

## Дискографія
- 1995 — «Друзі мої»
- 1997 — «Королева», Студія «ALEX»
- 2001 — «Вулиця Наталі», Студія «6 Секунд»
- 2004 — «Троянди Для Тебе», Студія «6 Секунд»
- 2014 — «Дорога до храму», Студія «6 Секунд»

## Нагороди, премії та відзнаки
- Заслужений артист України (1998)[1];
- Орден князя Костянтина Острозького 1-го ступеня (2000);
- Народний артист України (2002);
- Орден «Козацька слави» 3-го ступеня (2003);
- Відзнака «Золотий диск» (м. Мюнхен, 2003);
- Орден «Різдво Христове» (2004);
- Орден Андрія Первозванного ІІ ступеня (2005);
- Орден Андрія Первозванного І ступеня (2006);
- Орден «За заслуги» ІІІ ступеня (2009)[2].